# Ecgfrith av Mercia
Ecgfrith var kung av Mercia från 29 juli till december 796. 
Han var son till Offa, den störste kungen av Mercia, och Cynethryth. Ecgfrith kröntes till medregent 787, troligtvis arrangerad av Offa som en imitation av kröningen av Karl den stores söner 781. Ecgfriths tid som regent efter Offas död varade bara i fem månader. Han sägs ha dött av en sjukdom och efterträddes som kung av sin släkting Coenwulf.